# 苯並［a］芘
苯并[a]芘，化學式为C20H12，是一種多環芳香烃，是一個高活性的間接致癌物質、誘變劑和致畸的物質，結晶為黃色固體。
這種物質是在300到600℃之間的不完全燃燒狀態下產生。苯并芘存在於煤焦油中，而煤焦油可見於汽車廢氣（尤其是柴油引擎）、菸草與木材燃燒產生的煙，以及炭烤食物中。
苯并芘為一種間接的致癌物质，從18世紀以來，便發現與許多癌症有關。其在体内的代谢物二羟環氧苯并芘，是产生致癌性的物質。

## 用途

二羟環氧苯并芘的化學結構。

BaP並無工業用途。